# Maria Vetsera
La baronessa Marie Alexandrine von Vetsera, detta Mary Vetsera e famosa in Italia come Maria Vetsera (Vienna, 19 marzo 1871 – Mayerling, 30 gennaio 1889), è stata una nobildonna austriaca, celebre amante dell'arciduca Rodolfo d'Asburgo-Lorena, erede al trono d'Austria-Ungheria.
Maria e Rodolfo furono trovati morti nella tenuta di caccia di Mayerling, nella Bassa Austria. Tutto fa pensare a un caso di omicidio-suicidio; alcuni, però, hanno avanzato l'ipotesi che non solo la baronessa, ma anche l'arciduca fossero stati in realtà uccisi. 

## Origini delle famiglie Vetsera e Baltazzi
La famiglia Vetsera (in origine 'Vécsera', 'Vécera' o 'Véscera' ) era originaria di un piccolo paese a sud di Presburgo denominato all'epoca Úzor (in ungherese, dal 1948 Úszor) e oggi Kvetoslavov. Il padre di Maria, Albin (1825-1887), era figlio di Georg Berhard Vetsera (1796-1870) che tra il 1839 e il 1849 fu capitano della città di Bratislava. Albin, grazie ai servigi resi da suo padre all'imperatore Francesco Giuseppe, poté studiare all'Accademia diplomatica di Vienna iniziando così una carriera che lo avrebbe portato ad assumere incarichi in importanti ambasciate in Europa e nel Medio Oriente.
Nel 1863 Albin conobbe a Costantinopoli Elena (Hélène) Baltazzi (Marsiglia, 1847 - † Vienna, 1º febbraio 1925), di origini italiane, figlia di Theodor Baltazzi, ricco consigliere finanziario del sultano e uno tra gli uomini più facoltosi di Costantinopoli. I due si sposarono il 2 aprile 1864 a Costantinopoli, ma nel 1868 la famiglia si divise e, mentre Elena si stabiliva a Vienna, Albin fu trasferito a San Pietroburgo.
A Vienna nasceva quindi Maria, terza di quattro fratelli (Ladislaus 1865; Johanna 1868; Maria 1871; Franz Albin 1872). Albin Vetsera fu nominato nel 1867 cavaliere dell'Ordine di Leopoldo (ordine imperiale austriaco) per meriti inerenti al suo lavoro diplomatico e, sempre per tali meriti, il 2 ottobre del 1869 gli fu conferito l'Ordine di Santo Stefano (ordine reale ungherese), venendo così egli innalzato al ceto baronale; di qui deriva il Freiin aggiunto al cognome di Maria Vetsera: difatti Freiin (propriamente Freiherrin) significa 'baronessa' in tedesco e solitamente il von si anticipa ai cognomi degli aristocratici germanici. La famiglia Vetsera al suo arrivo a Vienna abitò inizialmente in Schuttelstraẞe 11; più tardi si trasferì nel palazzo Vetsera-Baltazzi in Salesianer Gasse 11, che rimase di loro proprietà fino al 1897.
Nel corso degli anni ottanta dell'Ottocento il salotto dei Vetsera divenne uno dei più frequentati dall'alta borghesia e dalla nobiltà viennese.

## La vita

### Dalla nascita al 1888
Marie Alexandrine von Vetsera nacque quindi a Vienna il 19 marzo 1871 e durante l'infanzia e l'adolescenza visse a Londra e al Cairo seguendo gli spostamenti del padre nella sua carriera diplomatica. Bruna, formosa e di aspetto piacente, dotata di temperamento melodrammatico e passionale, la ragazza era soprannominata dagli intimi Mary dear. Negli anni settanta e ottanta dell'Ottocento, durante la stagione estiva, si recava spesso con la famiglia in villeggiatura a Pardubice, nell'odierna Repubblica Ceca, dove prima Elena e poi Maria conobbero la contessa Marie Louise von Larisch-Wallersee che tanta parte avrà nella tragedia di Mayerling.
Per quanto riguarda la vita di Maria Vetsera sembra non esserci molto da registrare fino al 1888, anno in cui la semplice infatuazione adolescenziale per il Kronprinz (erede al trono) Rodolfo si trasformerà in una vera relazione sentimentale. La sua educazione fu affidata a un precettore amico del padre. Sembra che tra gli insegnamenti ci fossero, oltre alla lingua inglese, anche lezioni d'arte, di conversazione e di canto; la Vetsera infatti faceva parte del coro dell'Augustinerkirche.
Oltre a tale educazione modesta, ma assolutamente in linea con quanto insegnato alle giovani fanciulle della media aristocrazia austriaca, Maria era molto appassionata di equitazione.
Tale passione le fu trasmessa dagli zii Baltazzi (fratelli della madre): difatti la piccola veniva spesso portata dagli zii al Prater e, in adolescenza, sui più prestigiosi campi d'equitazione d'Europa. Secondo la madre, la baronessina (come Maria viene denominata nel libro della madre) si sarebbe infatuata del principe Rodolfo proprio durante le corse di primavera che si tennero al Prater nel 1888.
Molti biografi sono tuttavia concordi nell'attribuire alla piccola Vetsera un'infatuazione per l'erede al trono già prima di tale data (probabilmente fin dall'inizio dell'età adolescenziale), esaltazione probabilmente diffusa tra numerose altre giovani aristocratiche e che in Maria si sarebbe trasformata poi in un amore quasi ossessivo nel corso del 1888.
Nella puntata di uno degli Speciali Superquark di Piero Angela dal titolo Quella notte a Mayerling (i cui filmati sono tratti dallo sceneggiato televisivo Il destino di un principe), viene fatta risalire l'epoca di questa infatuazione a un incontro di dieci anni prima al Teatro dell'Opera di Vienna quando Maria, bambina, in compagnia della madre, venne presentata a Rodolfo. Il giovane principe, durante quella breve e casuale presentazione, le fece dono di un piccolo fiore che ella conserverà gelosamente per tutta la sua breve vita.

### Il primo incontro con Rodolfo d'Asburgo
Maria Vetsera era già da tempo invaghita del principe ereditario quando si verificarono i primi incontri tra i due nella primavera del 1888 al Prater di Vienna. Per primi incontri s'intendono soltanto i momenti in cui i due si trovarono nello stesso luogo nel medesimo momento e non quando ebbero modo di parlarsi o di stare insieme da soli. Alle corse dei cavalli al Prater ella lo vedeva spesso seduto in tribuna o alla fine della gara, quando egli passava in rivista o in saluto lungo la Prater Allee. Durante questi primi incontri vi furono solo giochi di sguardi e sorrisi, da cui sorse la convinzione della Vetsera, poi verificatasi fondata, di essere corrisposta dal principe o quantomeno notata.

Nell'estate del 1888 Maria partì per un viaggio di studi in Inghilterra, e in tale occasione confessò in una lettera alla sua amica Hermine Tobis di provare un dolore molto profondo come se si dovesse separare dalla cosa più preziosa che vi fosse nella sua vita; si augurò inoltre di ammalarsi per rimanere a Vienna. Al suo ritorno dall'Inghilterra la baronessina scrisse alla sua amica Hermine, la quale tentava di dissuaderla da questo amore impossibile. Ma Maria lo amava ancora più profondamente; l'amore per Rodolfo d’Asburgo era ormai diventato una vera ossessione.

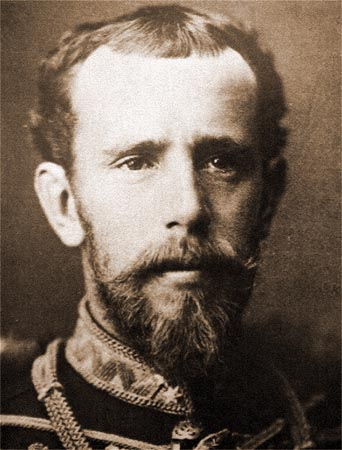
Il principe ereditario "Kronprinz" Rodolfo d'Asburgo

La Vetsera, secondo la contessa Larisch, ai primi di ottobre, saputo che questa si sarebbe incontrata con il principe ereditario, la pregò di riferirgli che «una che gli vuole bene gli manda un saluto affezionato», dopodiché arrivò al punto di scrivere una lettera indirizzandola a lui, dove probabilmente (la lettera non è stata mai ritrovata) gli esprimeva tutti i suoi sentimenti. I due si rividero nel corso del mese di ottobre all'inaugurazione delle corse a Freudenau e all'inaugurazione della stagione teatrale, probabilmente al Burgtheater di Vienna. Secondo le rivelazioni fatte da Agnes Jahoda, cameriera personale della baronessina, la vicenda ebbe una vera svolta quando, a fine ottobre, Maria ricevette una raccomandata dal principe in persona, dove egli le confidava di sentire il suo medesimo bisogno, quello di parlarle, e le chiedeva un appuntamento al Prater.
In seguito a questo episodio entra prepotentemente in gioco una figura centrale nella relazione tra il principe ereditario e Maria Vetsera: la contessa Marie Louise Larisch von Moennich-Wallersee. Costei era figlia del duca Ludovico in Baviera, fratello di Elisabetta d'Austria (Sissi), la madre di Rodolfo; era dunque prima cugina di quest'ultimo. Come si è già detto anche Maria Vetsera conosceva bene la contessa Larisch, in quanto quest'ultima era amica di famiglia, villeggiante a Pardubice, nonché frequentatrice del salotto dei Vetsera. La Larisch diventerà da questo momento in poi l'anello centrale della catena che unirà Rodolfo a Maria. La Larisch sfruttò anche l'occasione per chiedere, sembra, forti somme di denaro al ricco cugino.
Alla fine di ottobre del 1888 sia Maria sia Rodolfo scrissero, indipendentemente l'una dall'altro, alla contessa Larisch, che si trovava a Pardubice, chiedendole di ritornare al più presto a Vienna al fine di permettere un incontro tra i due al Prater per parlare. Tale richiesta si spiega con il fatto che Maria non poteva uscire di casa se non accompagnata dai genitori, o da qualcuno molto vicino alla famiglia, vista la sua minore età (17 anni); in questo frangente la Larisch avrebbe potuto con un pretesto far uscire Maria di casa con lei e permettere così il suo incontro con Rodolfo.
La Larisch arrivò a Vienna e l'incontro venne organizzato per il 5 novembre 1888, ma non al Prater bensì al castello (Burg). Di tale incontro si è certi perché la Vetsera lo racconta in una lettera alla sua amica Hermine. Alcuni autori (Holler, Haman e altri) sostengono che in realtà il primo incontro sia avvenuto precedentemente a tale data, ma non vi sono prove documentali di ciò. La tesi che anticipa gli incontri della Vetsera con Rodolfo addirittura alla primavera del 1888 viene sostenuta al fine di giustificare una presunta gravidanza della Vetsera che sarebbe iniziata il 5 novembre; non quindi data del primo incontro, ma data del primo rapporto intimo tra i due. Tuttavia tale evenienza non è mai stata provata.

### Laliaisontra Maria Vetsera e Rodolfo d'Asburgo
Dopo il primo incontro con Rodolfo ne seguirono altri. La madre di Maria nelle sue memorie giustificative, scritte poco dopo la morte della figlia, accusa direttamente la contessa Larisch di aver altre volte favorito le visite di Maria al Kronprinz, con la scusa di farsi accompagnare per delle commissioni.

La Larisch, pur ammettendo di aver favorito gli incontri tra Rodolfo e Maria, rivela anche che una carrozza aspettava la Vetsera tutte le notti in Salesianer Gasse, in modo tale che, se la baronessina avesse potuto sgattaiolare fuori di casa senza essere vista dalla famiglia, sarebbe stata condotta immediatamente al castello dal principe. Quasi tutti gli autori sono d'accordo nel considerare tale eventualità improbabile e frutto della volontà della Larisch di non apparire come l'unica persona che abbia permesso la liaison, poi finita in tragedia. In seguito il cocchiere personale del principe, Josef Bratfisch, dichiarerà di aver portato Maria al castello per una ventina di volte, ma sempre aspettandola dietro il Grand-Hotel in Maximilianstraẞe (oggi Mahlertraẞe), dove alloggiava la contessa Larisch.

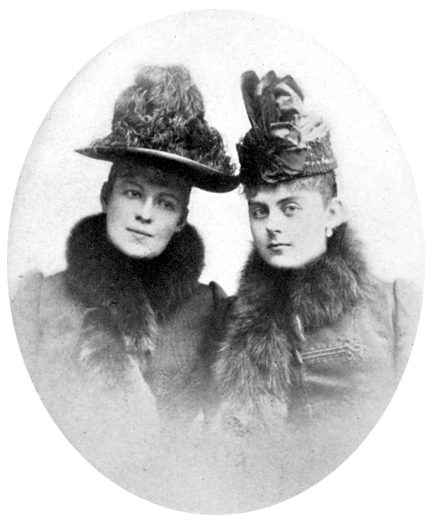
Ultima foto di Maria Vetsera, compare anche Maria Luisa Larisch (a sinistra)

Tra i vari incontri intercorsi risulta di particolare importanza quello che avvenne in data 13 gennaio 1889. Si è certi di tale data in quanto la Vetsera scrisse il giorno seguente alla sua amica Hermine, confessandole di essere stata la sera precedente dal principe Rodolfo e che entrambi avevano perso la testa, aggiungendo che ora lei gli apparteneva e che doveva fare tutto ciò che lui voleva. In tale occasione Maria ricevette in regalo dal principe un anello in ferro con le iniziali I.L.V.B.I.D.T (In Liebe Vereint Bis In Den Tod), cioè “uniti nell'amore fino alla morte”. Tale avvenimento viene interpretato da alcuni autori come il primo rapporto intimo tra i due, da altri come il momento in cui decisero di uccidersi.
Il 25 gennaio 1889 la Vetsera si recò da una chiromante, accompagnata dalla cameriera Agnes, per chiedere lumi sul proprio futuro. Probabilmente i due amanti avevano discusso della possibilità di uccidersi nell'incontro del 13 gennaio e anche nei due incontri successivi del 19 e del 24 dello stesso mese. Rodolfo d'Asburgo aveva da tempo manifestato intenti suicidi e aveva già proposto alla sua amica (intima) Mizzi Caspar di suicidarsi insieme; questa però non solo non accettò, ma si recò alla polizia dove denunciò l'accaduto.
Il giorno 26 gennaio 1889 avvenne un duro scontro tra l'imperatore Francesco Giuseppe e il figlio Rodolfo in merito al pessimo andamento del matrimonio di quest'ultimo, alla sua vita sregolata, alla sua frequentazione scandalosa con la giovanissima baronessa Vetsera, nonché per le sue idee liberali troppo vicine a una certa opposizione ungherese. Lo stesso giorno la madre di Maria, Elena, scoprì per la prima volta, o perlomeno così lei afferma nel suo opuscolo giustificativo, la relazione tra Maria e Rodolfo; in seguito Elena scrisse di non aver tuttavia sospettato che fosse già avvenuto un rapporto intimo.
Il giorno 27 gennaio ebbe luogo il ballo all'ambasciata germanica dove Maria e Rodolfo si rividero. È da smentire il fatto, da più autori riportato, che in tale occasione la Vetsera non si fosse inchinata al passaggio della consorte di Rodolfo, la principessa Stefania del Belgio. Tale fatto, completamente inconcepibile a quei tempi, non è stato mai riportato in nessuna memorialistica e in nessun diario delle persone presenti al ballo e nemmeno in nessun articolo di giornale dai giornalisti presenti. Il giorno 28 gennaio Maria Vetsera e la contessa Larisch uscirono di nuovo insieme, ufficialmente per delle commissioni ma invece per andare insieme al castello dal principe ereditario.
Da tale data iniziano i cosiddetti “fatti di Mayerling”. In questa occasione Rodolfo chiese alla contessa Larisch di lasciargli Maria per un paio di giorni e di utilizzare come scusa nei confronti della famiglia il fatto che Maria le fosse scappata di mano mentre lei stava facendo una commissione. I due amanti si poterono così recare a Mayerling, nel Wienerwald, dove il principe possedeva un casino di caccia.

### Morte di Maria Vetsera a Mayerling
A Mayerling erano ospiti anche Filippo di Coburgo e il conte Hoyos, due amici di Rodolfo invitati colà per una battuta di caccia. Maria venne sistemata nella stanza del principe e da lì non si mosse durante il pomeriggio-sera del 28 e per tutta la giornata del 29. Il giorno 29 Filippo di Coburgo tornò a Vienna; a Mayerling rimasero solo il conte Hoyos e la servitù, più i due amanti. È appurato il fatto che il conte Hoyos non sapesse nulla della presenza della Vetsera, in quanto questa era sempre rimasta chiusa nella stanza di Rodolfo e lì aveva consumato anche i pasti.

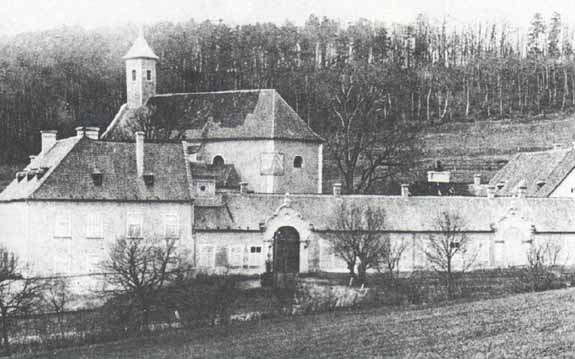
Il casino di caccia di Mayerling dopo la ristrutturazione e riconversione in un convento di carmelitane del 1889 voluta da Francesco Giuseppe

Nella notte tra il 29 e il 30 gennaio 1889 Maria Vetsera perdeva la vita, e su tale elemento tutti gli autori sono concordi. Quasi tutti gli autori concordano inoltre che Maria sia morta alcune ore prima di Rodolfo. La versione ancora oggi più accreditata è che Rodolfo sparò alla tempia della Vetsera, pienamente consenziente, e poi rivolse l'arma contro di sé dopo aver scritto alcune lettere d'addio ai suoi familiari. La Vetsera avrebbe preso la decisione di morire con il suo amato dopo aver constatato l'impossibilità della loro relazione in vita. Altri autori sostengono invece che la Vetsera fosse morta durante la notte per le complicazioni di un aborto effettuato mediante una sonda che le sarebbe stata inserita al castello, prima di partire per Mayerling (versione Holler).
I corpi, completamente ricoperti di sangue, furono trovati dal conte Hoyos e dal servitore Loschek la mattina del 30 gennaio 1889; la baronessa Vetsera giaceva distesa sul letto alla sinistra del principe con il capo semi sommerso dai cuscini e un fazzoletto stretto nella mano sinistra, il principe invece era piegato in avanti su sé stesso e seduto sul bordo del letto. La notizia della morte del principe ereditario fu portata a Vienna dallo stesso conte Hoyos. Dalla corte arrivò l'ordine di non rendere noto che il principe ereditario era morto insieme alla sua amante, e venne così diffusa la notizia che Rodolfo d'Asburgo era morto per un colpo apoplettico; da Mayerling inoltre doveva uscire un solo cadavere.
Nel pomeriggio del 31 gennaio il conte Stockau e Alexander Baltazzi (fratello della madre di Maria) si recarono a Mayerling e alla presenza di un alto funzionario di polizia trasportarono il corpo della povera Vetsera nel cimitero del monastero di Heiligenkreuz, poco distante da Mayerling. Affinché non si venisse a sapere che a Mayerling era morta una seconda persona, il cadavere della Vetsera venne rivestito e sul capo fu posto il cappello a piume della defunta. Il corpo venne trasportato da Stockau, Baltazzi e dal funzionario di polizia in carrozza fino a Heiligenkreuz, in questo frangente alla defunta fu infilato un manico di scopa tra il vestito e la schiena in modo che questa sembrasse ritta e non continuasse a cadere. Il cadavere venne seppellito in fretta nell'angolo dei suicidi del cimitero e nessuna lapide fu apposta. Il 16 maggio 1889 la famiglia Vetsera fece erigere la tomba che ancora oggi si può visitare a Heiligenkreuz.

## Le famiglia Vetsera dopo la morte di Maria

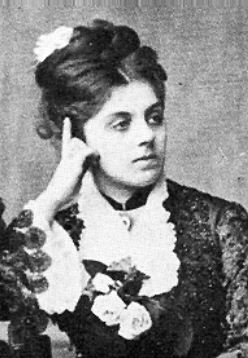
Elena Vetsera

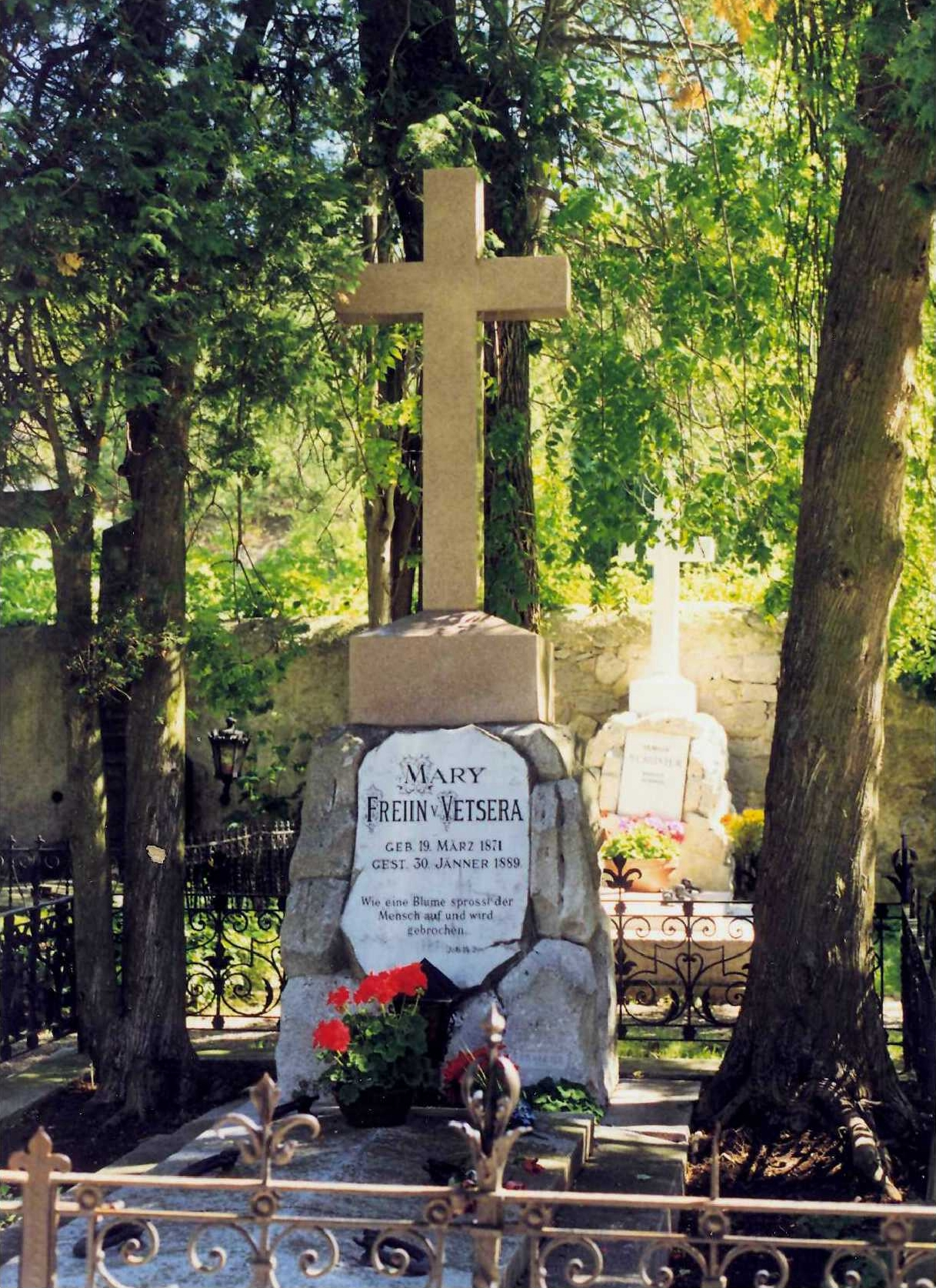
Heiligenkreuz, la tomba di Maria von Vetsera

Subito dopo la morte della baronessa Vetsera, alti funzionari di polizia dissero alla madre che Maria aveva avvelenato sé stessa e il principe, e pertanto le consigliarono di lasciare Vienna immediatamente. Elena Vetsera partì il 31 gennaio per Venezia in treno, ma dilaniata dal dolore non riuscì a portare a termine il viaggio e tornò indietro. Nei mesi seguenti la famiglia Vetsera fu sempre più isolata dagli ambienti dell'alta società viennese, in quanto si imputava a Elena Vetsera di essere stata a conoscenza della relazione di sua figlia con il principe Rodolfo e di non aver fatto nulla per evitarla.
Nel 1889 la Vetsera pubblicò un opuscolo giustificativo, subito sequestrato dalla polizia, dove venivano ricostruiti fedelmente i mesi che avevano preceduto e i giorni che avevano seguito la tragedia di Mayerling. Tali scritti, che furono comunque pubblicati in Germania, contribuirono all'isolamento della famiglia Vetsera. Elena Vetsera chiese più volte di poter parlare con Francesco Giuseppe, ma questi rifiutò sempre, facendo interloquire per lui alcuni funzionari. Dopo la tragedia, l'imperatore fece trasformare il casino di caccia di Mayerling in un convento di carmelitane, dove tuttora si prega per l'anima di Rodolfo.

## Sviluppi dei fatti di Mayerling
Nel 1945 la tomba di Maria Vetsera fu profanata da soldati sovietici in cerca di preziosi nascosti nelle tombe del cimitero; il teschio della defunta fu ritrovato appoggiato all'esterno della fossa e solo in seguito fu ricollocato nella bara. Il 7 luglio 1959 le spoglie mortali di Maria Vetsera furono traslate dalla vecchia bara danneggiata dal saccheggio del 1945 in una nuova, e in quell'occasione i testimoni presenti dissero che il cranio della defunta non presentava due fori di proiettile, ma mancava soltanto una piccola porzione di cranio su un lato dello stesso.
Da questa particolarità furono elaborate nuove congetture e teorie sulle cause della morte della Vetsera. Tuttavia un colpo di scena lo si ebbe il giorno 22 dicembre 1992, quando la Neue Kronen Zeitung rivelò che la tomba di Maria Vetsera era vuota. Il giorno 8 luglio 1991 Helmut Flatzelsteiner, un mercante di mobili di Linz ossessionato dal bisogno di risolvere il mistero di Mayerling, aveva rubato il corpo di Maria Vetsera e, dopo averlo analizzato, aveva spedito alcune ossa all'istituto di medicina legale di Vienna. Il responso delle analisi affermò che i resti si riferivano a una ragazza tra i 15 e i 20 anni morta circa cento anni prima, in più sembra che fossero individuati nel cranio, che difettava però di un pezzo, un probabile foro d'entrata e un foro di uscita di una pallottola. Tuttavia l'analisi dei resti fu fermata in quanto si venne a sapere che erano i resti rubati della Vetsera.
Il 28 ottobre 1993 i resti della Vetsera furono tumulati per l'ennesima volta nella tomba di Mayerling, questa volta sigillata con cura. Dal 2007 la bara fatta costruire dalla famiglia Vetsera nel 1889 è visibile nel museo del convento di Mayerling.

## Nei media
- "Mayerling", con Charles Boyer e Danielle Darrieux; 1936
- "Mayerling", con Omar Sharif e Catherine Deneuve;1968
- "Vizi privati, pubbliche virtù", di Miklós Jancsó, con Laura Betti, Franco Branciaroli, Teresa Ann Savoy e Ilona Staller; 1975.
- "Il destino di un principe", con Max von Thun e Vittoria Puccini; 2007.

### Testimonianze
- Elena Vetsera, Mayerling, Studio Tesi, Trieste, 1982
- Maria Luisa Larisch, My past, G.P. Putnam's Sons, Londra, 1913

### Studi
- Erica Bestenreiner, L'imperatrice Sissi, Mondadori, Milano, 2005
- Giuseppe Antonio Borgese, La tragedia di Mayerling, Milano, 1925
- Franz Herre, Francesco Giuseppe, Fabbri, Milano, 2000
- Gerd Holler, Mayerling, Longanesi, Milano, 1982
- Hermann Swistun, Die Familien Baltazzi-Vetsera im kaiserlichen Wien [La famiglia Baltazzi-Vetsera nella Vienna imperiale], 1980
- Joachim von Kürenberg, L'imperattrice: vita e segreti di Katharina Schratt dietro le quinte di Schönbrunn, Trieste, MGS Press, 2003, OCLC 878554808.